# 1157

## Události
- založen cisterciácký klášter Schöntal

## Narození
- 25. března – Alfonso II., aragonský král († 26. dubna 1196)
- 8. září
  - Richard I. Lví srdce, anglický král († 6. dubna 1199)
  - Alexander Neckam, anglický filosof a encyklopedista († 1217)
- ? – Leopold V. Babenberský, vévoda rakouský a štýrský († 1194)
- ? – Tereza Portugalská, dcera portugalského krále Alfonse I. († 6. května 1218)

## Úmrtí
- 5. února – Konrád Míšeňský, míšeňský a lužický markrabě (* kolem 1098)
- 15. května – Jurij Dolgorukij, kyjevský kníže (* 1090)
- 6. srpna – Dětřich VI. Holandský, holandský hrabě (* asi 1110)
- 9. srpna – Knut V., dánský král (* asi 1129)
- 16. srpna – Ramiro II., aragonský král (* 1080)
- 21. srpna – Alfons VII., král Leónu a Kastílie a hrabě barcelonský (* 1. března 1105)
- 23. října – Sven III., dánský král (* asi 1125)
- 4. listopadu – Matilda Savojská, portugalská královna (* 1125)
- 20. listopadu – Fulko z Angoulême, arcibiskup z Tyru a jeruzalémský patriarcha (* ?)
- Øystein Haraldsson, norský král (* asi 1125)
- Jan III., biskup olomoucký (* ?)

## Hlavy států
- České knížectví – Vladislav II.
- Svatá říše římská – Fridrich I. Barbarossa
- Papež – Hadrián IV.
- Anglické království – Jindřich II. Plantagenet
- Francouzské království – Ludvík VII.
- Polské knížectví – Boleslav IV. Kadeřavý
- Uherské království – Gejza II.
- Kastilské království – Alfonso VII. Kastilský / Sancho III. Kastilský
- Rakouské vévodství – Jindřich II. Jasomirgott
- Byzantská říše – Manuel I. Komnenos